# Apocephalus spatulatus
Apocephalus spatulatus är en tvåvingeart som beskrevs av Borgmeier 1958. Apocephalus spatulatus ingår i släktet Apocephalus och familjen puckelflugor. Inga underarter finns listade i Catalogue of Life.